# Dražen Žanko
Dražen Žanko (Sinj, 4. prosinca 1951.) je hrvatski kantautor, pjevač zabavne glazbe i tekstopisac lakih nota. 
Najširem je auditoriju obožavatelja poznat po brojnim pjesmama izvedenim na Splitskim festivalima od 1980. godine, koje su po mnogo čemu obilježile jedno vrijeme. Najveći dio Žankovih pjesama ima uporište u univerzalnoj ljubavi, ali i u ljubavi prema zavičaju. Rođeni Sinjanin u svojim je pjesmama, koje većinom autorski potpisuje sam, velikima dijelom opjevao svoj rodni kraj, dolinu rijeke Cetine, mediteranski život i ljude toga podneblja.
Njegove su najpoznatije pjesme: "Od stoljeća sedmog", "Cetina", "Oj, joj, vlaju moj", "Zagora me rodila", "Kad se čovik ovdi rodi", "S kolina na kolino". Svoju glazbenu karijeru Dražen Žanko vezao je ne samo uz Splitski festival, nego i uz Festival dalmatinske šansone u Šibeniku. S tih festivala valja izdvojiti i pjesme "A bukara kruži", "Sva nam je ljubav bila uzalud", "Maslina", "Suze", "Piz o ljubavi", "Ne bojim se neverina", "Ma ne soli more".
Tijekom karijere Dražen Žanko ostvario je i nekoliko uspješnih suradnji u vidu dueta, a među najpopularnije se ubrajaju dueti s Vinkom Cocom, Zoricom Kondža i Vesnom Ivić. Osim toga poznat je kao skladatelj, te tekstopisac mnogih pjesama za druge domaće izvođače poput Tereze Kesovije, Đorđija Peruzovića i druge. Živi u Zagrebu, gdje je otvorio i svoj vlastiti tonski studio.
Za 300. obljetnicu Sinjske alke uz pomoć fra Mirka Marića za povijesni aspekt i sinopsis te redateljice Ivice Boban stvara mjuzikl Mirakul radeći libreto i stihove s Ivicom Krajačem. Pri izvedbi mjuzikla svoj doprinos su dali eminentni izvođači hrvatske estradne scene.

## Diskografija
Dražen Žanko ima osam albuma i nekoliko kompilacija u svom opusu ali i mnogo drugih glazbenih suradnja i djela.
- Kao na reklami - 1982.
- Kamen i more - 1989.
- Od stoljeća sedmog - 1992.
- Na šentadi pokraj mora - 1992.
- Sveta vincenca Fešta u blatu - 1995.
- Bijeli božić dolazi - 1996.
- Na svom putu - 2006.
- U tihu božićnu večer - 2006.
- Moja lička zima - 2022.

### Kompilacije
- Domoljubne pjesme - 2002.
- Kad se čovik ovdi rodi - 2003.
- Zlatna kolekcija - 2008.[4]